# Boksekamp (film fra 1912)
 For alternative betydninger, se Boksekamp. (Se også artikler, som begynder med Boksekamp)
Boksekamp er en dansk dokumentarisk optagelse fra 1912 af en boksekamp mellem den første professionelle danske bokser Jim Smith og den amerikanske bokser Bobby Dobs. Filmen er produceret af Regia Kunstfilms Co.

## Handling
Jim Smith contra Bobby Dobbs.